# Mads Panny
Mads Panny  (født 10. august 1979 i Viborg) er en socialdemokratisk politiker, som siden 2022 har været viceborgmester i Viborg Kommune. Panny blev fungerende borgmester 19. september 2023 fordi borgmester Ulrik Wilbek er sygemeldt. Det forventes at vare til 1. november.

## Privat
Panny er født og opvokset i Viborg, hvor han også har boet det meste af sit liv. Han har en kandidatuddannelse i statskundskab fra Aarhus Universitet. Under studiet var han studentermedhjælper i Viborg Amt og erfarede, at han ikke ønskede at arbejde på kontor, så efter afslutningen af statskundskabsstudiet tog han en overbygning på 1½ år som kvalificerede ham som gymnasielærer. Han var siden 2007 været underviser på Viborg Gymnasium.
Han er gift med Sara og har tre børn.

## Politisk karriere
Panny startede som medlem af Danmarks Socialdemokratiske Ungdom (DSU), da han var 14 år.
Han har været medlem af byrådet i Viborg Kommune siden 2014. Ved kommunalvalget 2013 var han opstillet som nummer 11 på Socialdemokratiets liste og blev valgt med 1.971 personlige stemmer, hvilket var det femte højeste stemmetal i kommunen. Den eneste socialdemokrat med højere stemmetal var borgmesterkandidaten Per Møller Jensen. Ved kommunalvalget 2017 var han nummer 20 på Socialdemokratiets liste og blev genvalgt med 1.980 personlige stemmer, som var det fjerde højeste stemmetal i kommunen.
I august 2020 blev Panny opstillet som Socialdemokratiets folketingskandidat i Viborg Vestkredsen efter Karin Gaardsted som ikke genopstillede.
Per Møller Jensen annoncerede i januar 2021, at han ikke genopstillede ved kommunalvalget 2021. Mads Panny stillede ikke op til valget til en ny borgmesterkandidat for Socialdemokratiet, idet han som folketingskandidat i stedet satsede på at komme i Folketinget. Socialdemokratiets nyvalgte borgmesterkandidat, Niels Dueholm, måtte imidlertid trække sig igen efter en skandalesag, og Panny var nu interesseret og blev 28. juni 2021 valgt til at blive Socialdemokratiets borgmesterkandidat i Viborg Kommune.
Mads Panny stoppede som folketingskandidat efter valget til borgmesterkandidat, og Karin Gaardsted blev igen folketingskandidat i Viborg Vestkredsen.
Ved kommunalvalget 16. november 2021 fik Panny 3.497 personlige stemmer hvilket var tredjeflest efter Ulrik Wilbek og Torsten Nielsen. Efter valget indgik Venstre, Socialdemokratiet, Det Konservative Folkeparti og Socialistisk Folkeparti 19. november en konstitueringsaftale, som betød, at Ulrik Wilbek fortsatte som borgmester, mens Mads Panny blev 1. viceborgmester og formand for Kultur- og Fritidsudvalget.